# زمین سرگردان
زمین سرگردان (چینی: 流浪地球) یک فیلم علمی تخیلی محصول سال ۲۰۱۹ سینمای چین به کارگردانی فرانت گو که بر پایه رمانی با همین نام نوشته شده توسط لیو سیچین نوشته شده‌است. از بازیگران این فیلم می‌توان به کو جوشیائو، وو جینگ و ژائو جینامی اشاره کرد. فیلم در ۵ فوریه سال ۲۰۱۹ (روز چینی سال نو)، توسط کمپانی فیلمسازی چین اکران و سپس در تاریخ ۸ فوریه ۲۰۱۹ در در آمریکای شمالی و استرالیا منتشر شد.
از لحاظ میزان فروش این فیلم موفقیت چشم‌گیری کسب نموده‌است به طوری که تا نگارش این متن میزان فروش ان در کشور چین برابر با ۶۵۰ میلیون دلار در کشور چین و فروش جهانی آن برابر با ۷۰۰ میلیون دلار بوده‌است. این فیلم پنجمین فیلم پرفروش تاریخ کشور چین و پنجمین فیلم پرفروش غیرانگلیسی زبان تاریخ است. این فیلم نقدهای مثبتی از سوی منتقدین دریافت کرده‌است به طوری که هالیوود ریپورتر آن را "نخستین فیلم فوق العادهٔ مربوط به فضای بین ستاره‌ای توصیف نموده‌است نتفلیکس حقوق پخش فیلم جهانی را خریداری کرده‌است. سرانجام زمین سرگردان ۲ در ژانویه ۲۰۲۳ منتشر شد.